# Antikoagulantia
Antikoagulantia är en sorts blodförtunnande läkemedel som hämmar blodets koagulering. De används exempelvis vid förmaksflimmer för att minska risken för stroke på grund av blodproppsbildning i hjärtat som emboliserar till hjärnan, vid blodpropp i ben eller lungor, och som proppförebygande i samband med operation.

## Vitamin K-antagonister
Antivitamin K (AVK)-läkemedel, eller vitamin K-antagonister (VKA), är kumarinderivat som hämmar vitamin K-beroende koagulationsfaktorer. Det enda använda AVK-läkemedlet i Sverige är warfarin (Waran).

## Direktverkande orala antikoagulantia
Direktverkande orala antikoagulantia (DOAK), tidigare kallade NOAK (nya orala antikoagulantia), är läkemedel som har direkt verkan på koagulationsfaktorer. Faktor Xa-hämmare innefattar apixaban (Eliquis), edoxaban (Lixiana) och rivaroxaban (Xarelto). Trombinhämmare (faktor IIa-hämmare) innefattar dabigatran (Pradaxa).